# 箕山镇
箕山镇，是中华人民共和国山東省菏泽市鄄城县下辖的一个乡镇级行政单位。

## 行政区划
箕山镇下辖以下地区：
箕山村、后寨村、仪楼村、王顾庄村、彭庙村、刘南垓村、郭庄村、张庙村、大陈庄村、鸭子王村、谷庄村、后张庄村、贾吴庄村、妙屯村、冀庄村、杨老家村、西彭庙村、冯胡同村、高屯村、王榔头村、连楼村、宋楼村、孙花园村、孙垓村、东徐垓村、吴老家村和六合村。